# Васьковы
Васьковы (Васковы) — древний русский дворянский род.
Утверждена в древнем дворянстве лишь одна ветвь рода Васьковых, происходящая от Ивана Григорьевича Васькова, записанного новиком по Ярославлю (1630) и верстанного поместьем (1672) в Верейском уезде, где он был воеводой. Эта ветвь записана в VI части родословной книги Костромской губернии.
Другая ветвь Васьковых происходит от Николая, Родиона и Тимофея Григорьевичей, владевших поместьями в первой половине XVII века в Ростовском уезде, и записана в VI части родословной книги Ярославской губернии, но Герольдией в древнем дворянском роде не утверждена, за недостаточностью доказательств.
Действительный статский советник, костромской вице-губернатор Иван Кузьмич Васьков, был женат на старшей дочери генерала от инфантерии И. В. Ламба. Старшему сыну от этого брака — Ивану, служившему в Свите Е. И. В. по квартирмейстерской части, император Александр I дозволил именоваться Васьковым-Ламбом (06.04.1816; 1861).

## История рода
Предок их, Иван Михайлович Васьков, был дьяком (1550). Яков Васьков упомянут на свадьбе князя Владимира Андреевича. Степан Васьков голова в Ливонском походе (1575).
Роман Фёдорович за службу его и за службу отца повёрстан денежным окладом (1612), за Смоленскую (1615) и Можайскую (1618) службы пожалован денежными придачами, участвовал в осаде Смоленска (1634). Пять ярославских дворян Васьковых погибли при осаде Смоленска (1634).
Иван Григорьевич Большой владел вотчиной в Верейском уезде, пожалованной ему (1672),  воевода в Верее (1676-1678). Четверо представителей рода владели поместьями в Ярославском уезде (1683).
Одиннадцать представителей рода владели имениями (1699).
Фёдор Иванович Васьков содействовал восшествию на престол императрицы Елизаветы Петровны (1741).

## Описание гербов

### Герб Васьковых 1785 г.
В Гербовнике Анисима Титовича Князева 1785 года имеется изображение печати с гербом Ивана Андреевича Васькова: в серебряном поле щита изображен воин в золотых латах, держащий в левой руке белый платок, а в правой руке копьё пронзающее лежащее на земле розовое сердце. Щит увенчан дворянской короной (дворянский шлем, нашлемник и намёт отсутствуют). Вокруг щита фигурная виньетка.

### Герб. Часть VI. № 70
Герб потомства Фёдора Ивановича Васькова: На две части вдоль разделенный щит, у которого правая часть показывает в чёрном поле золотое стропило, с наложенными на нём тремя горящими гранатами натурального цвету между тремя серебряными звездами, яко общий знак особливой Нам и всей Империи Нашей с помощью Всевышнего на родительский Наш наследный престол вступлении верно оказанной знатной службы и военной храбрости Нашей Лейбкомпании. Левая часть от правого верхнего угла разрезана двумя диагональными чертами на три поля, красное, золотое и зелёное, в коих диагонально же означена серебряная шпага, острием к левому верхнему углу.
Над щитом открытый стальной дворянский шлем, который украшает наложенная на него обыкновенная Лейбкомпании гренадерская шапка с красными и белыми страусовыми перьями и с двумя по обеим сторонам распростёртыми орлиными крылами чёрного цвету на которых повторены три серебряные звезды. По сторонам щита опущен шлемовной намет красного и чёрного цветов, подложенной с правой стороны серебром, а с левой золотом, с приложенною внизу щита надписью: «ЗА ВЕРНОСТЬ И РЕВНОСТЬ». Герб рода Васьковых внесен в Часть 6 Общего гербовника дворянских родов Всероссийской империи, стр. 70.
Примечание: Фёдор Иванович Васьков происходил из дворян Ярославского уезда, служил в гвардии с 1717 года, в лейбкампании пожалован из капралов гренадёрской роты Преображенского полка, (31 декабря 1741) в вице-капралы, а (25 ноября 1746) в капралы. Умер (11 февраля 1757).

## Известные представители
- Васьков Роман Фёдорович — за собственную службу и службу и смерть отца повёрстан денежным окладом (1612), за Смоленскую (1615) и Можайскую (1618) службы даны денежные придачи (1618), был при осаде Смоленска (1634).
- Васьков Иван — ярославец, воевода в Борисове (Царев-Борисов) (1647).
- Васьков Иван Григорьевич — воевода в Борисове (1647), Верее (1676-1678).
- Васьков Василий Иванович — костромской предводитель дворянства.
- Васьков Фёдор Иванович († 1855) — генерал-майор, губернатор в Новгороде, начальник Костромского ополчения[5].